# Physaliastrum
Physaliastrum, biljni rod iz porodice pomoćnica ili krumpirovki. Postoji 6 priznatih vrsta u istočnoj Aziji. Rod se često uključuje u  Withania s. l.
Tipična vrsta je Physaliastrum savatieri (Makino) Makino, sinonim za Physaliastrum japonicum, trajnica s japanskih otoka Honshu i Shikoku. Opisan je u Botanical Magazine, Tokyo 28: 20. 1914.

## Vrste
1. Physaliastrum echinatum (Yatabe) Makino
2. Physaliastrum heterophyllum (Hemsl.) Migo
3. Physaliastrum japonicum (Franch. & Sav.) Honda
4. Physaliastrum kweichouense Kuang & A. M. Lu
5. Physaliastrum sinicum Kuang & A. M. Lu
6. Physaliastrum yunnanense Kuang & A. M. Lu